# Ferdinand von Lyncker

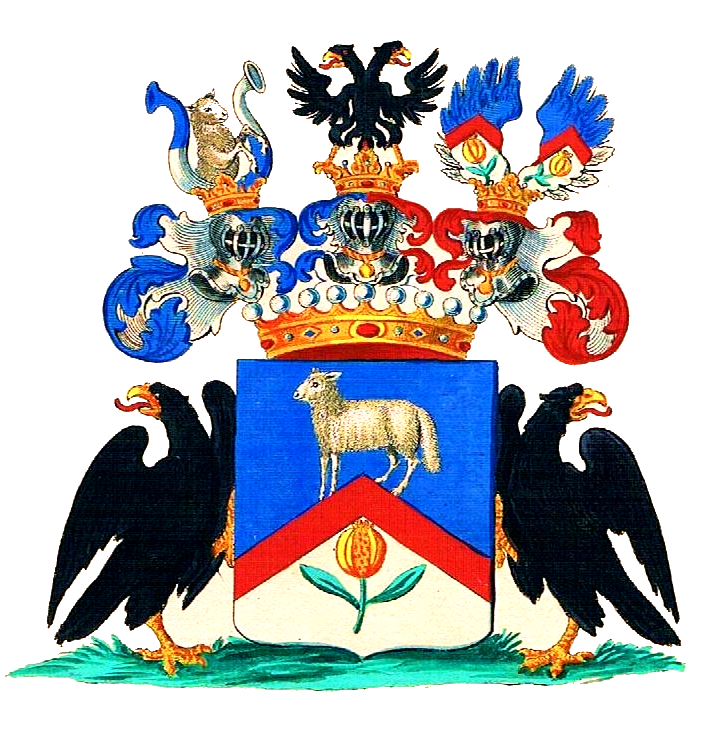
Wappen der Grafen von Linker

Heinrich Ferdinand Chistian Freiherr von Lyncker (geb. 28. Juli 1728 in Ansbach; gest. 1811 in Ansbach) war fürstlich schwarzburg-sondershausenischer Geheimrat und Oberkonsistorialpräsident in Arnstadt, außerdem Jurist, Politiker sowie schwarzburg-sondershausenischer Minister und schließlich Kanzler. Zudem betätigte sich Lyncker auch als staatsrechtlicher Schriftsteller. Er war Enkel des Reichshofrats Nikolaus Christoph Lyncker. Lyncker studierte in Halle Rechtswissenschaft. Einige Zeit nach seinem Studium wurde er sachsen-meiningischer Regierungsrat und trat schließlich in schwarzburg-sondershausenische Dienste über. Er war Onkel von Carl Wilhelm Heinrich Freiherr von Lyncker, dem eine Chronik seiner Erlebnisse am Weimarer Hof zu verdanken ist. Er war als schwarzburg-sondershausenischer Geheimer Rat ebenso wie ein von Ketelhodt Bevollmächtigter der Fürsten in Weimar am 3. Februar 1777 beliehen, d. h. belehnt worden. Das hatte der Chronist tatsächlich miterlebt. Die Zeremonie fand im Saal des Fürstenhauses in Weimar statt. Wegen alter Weimarer Rechte auf Arnstadt hatten die Fürsten von Schwarzburg-Rudolstadt und Schwarzburg-Sondershausen bei jedem Thronwechsel in Weimar die Lehenspflicht und damit den Lehenseid zu leisten. Er gehörte zur Adelsfamilie der Lyncker. Einer seiner Söhne war Aemil von Lyncker.